# José Ignacio López de Arriortúa
José Ignacio López de Arriortúa (Amorebieta-Etxano, 18 de gener de 1941) és un enginyer industrial basc. Ha estat una de les figures més destacades al món industrial automobilístic, gràcies a la seva gestió dins del grups General Motors i Volkswagen.

## Biografia
Va néixer a Amorebieta el 18 de gener l'any 1941. Es va doctorar el 1966 en Enginyeria industrial per l'Escola d'Enginyers Industrials de Bilbao, començant a treballar per a Firestone a la fàbrica que la multinacional té a Basauri.
El 1980 fou contractat per General Motors (GM), ja que l'empresa va decidir instal·lar-se al municipi de Figueruelas (província de Saragossa). Des de llavors fou conegut amb el malnom de Superlópez. Va arribar a ser cap mundial de compres de GM. Destacà per la seva estratègia d'adquisició de marques destacades a Opel, de General Motors, i a Volkswagen.
Emprava una metodologia econòmica per optimitzar recursos:
- Analitzant el potencial d'estalvi.
- Aplicant "Global Sourcing".
- Implementant Matrius Purchasing System.
- Mesurant els resultats.

Va fundar la consultoria Grupo López Arriortúa l'any 1996. Acusat el 1996 d'haver robat documents i d'haver revelat secrets de la General Motors, finalment la causa d'espionatge industrial fou sobreseguda el 1998.
La seva màxima aspiració fou establir una planta automobilística a la seva ciutat natal. La seva idea era implantar un nou concepte on els proveïdors s'encarregaven de muntar ells mateixos les peces als vehicles, aconseguint un hipotètic cost zero a l'ensamblatge. Finalment la decisió dels dirigents de la marca fou instal·lar-la a Polònia, a causa dels seus menors costos.
Un greu accident patit el 8 de gener de 1998, on el cotxe amb què viatjava acabà col·lidint contra un camió al municipi de Cogollos (Burgos), el va deixar 40 dies sense memòria i 3 mesos hospitalitzat. Després de la recuperació es va retirar.